# Oberea compta
Oberea compta là một loài bọ cánh cứng trong họ Cerambycidae.